# For piano opus 7
For piano opus 7 is een verzameling van opnieuw een drietal pianowerkjes van de Noorse componist Alf Hurum. Al eerder verscheen For piano opus 3. De verzameling werd in eigen beheer uitgebracht.
De drie deeltjes:
1. Fantasie; opgedragen aan Mary Barratt Due
2. Rose og sommerfugl (roos en vlinder) in andantino
3. Silhouet in allegro moderato

In oktober 1914 werden de stukjes aangekondigd/besproken in Aftenposten met de mededeling dat vooral de Fantasie in f mineur wel veelvuldig gespeeld zou worden. Hjalmar Borgstrøm, hier als recensent, constateerde dat de invloeden van Claude Debussy bijna verdwenen waren. Silhouet is op 17 februari 1915 uitgevoerd door David Monrad Johansen. Halfdan Cleves heeft ooit de Fantasie gespeeld in die dagen, maar men vond dat stuk niet interessant.